# Abraham Dirk Loman
Abraham Dirk Loman, född 16 september 1823 i Haag, död 17 april 1897 i Amsterdam, var en nederländsk teolog. Han var professor från 1856 till 1893. I sin senare period tillhörde han den holländska radikalkritiken. Han var far till schackmästaren Rudolf Loman.

## Liv
Lomans far var präst i den lutherska kyrkan i Nederländerna. Han började läsa teologi år 1840 och blev präst 1846. År 1856 blev han professor vid det lutherska seminariet i Amsterdam. Loman blev blind i början på 1870-talet, men fortsatte arbeta. Han blev utnämnd till professor vid Amsterdams universitet 1877, och pensionerades 1893.

## Verk
Loman introducerade liberalteologin i den holländska lutherska kyrkan. Han undervisade de flesta teologiska ämnen på seminariet, men koncentrerade sig efter 1867 på Nya Testamentet och tidigkristen literatur. Han skrev en bok om Muratoriekanon, men publicerade sig mest i tidskrifter. Hans uppfattningar stämde mest överens med Tübingenskolan. När hans kollega Allard Pierson 1878 förnekade Galaterbrevets autenticitet, skrev han en skarpt avvisande recension.
Men Loman ändrade uppfattning efter 1880. En offentlig föreläsning i december 1881 där han förnekade Jesus som historisk person orsakade stort rabalder. I sina Quaestiones Paulinae (1882, 1883, 1886) övergav han uppfattningen att Paulus hade skrivit Galaterbrevet. Hans argument var att Justinus Martyren inte citerar Paulus brev och att de första daterbara referenser finns hos Marcion.